# Harold G. Mosier
Harold Gerard Mosier (* 24. Juli 1889 in Cincinnati, Ohio; † 7. August 1971 in Washington, D.C.) war ein US-amerikanischer Politiker der Demokratischen Partei. Er war von 1935 bis 1937 der 45. Vizegouverneur von Ohio. Von 1937 bis 1939 war er Mitglied des Repräsentantenhauses der Vereinigten Staaten für den 24. Kongressdistrikt des Bundesstaates Ohio.

## Biografie
Harold Gerard Mosier wurde in Cincinnati geboren. Nach dem Besuch der öffentlichen Schulen seiner Geburtsstadt schloss er 1912 am Dartmouth College ab. 1915 folgte der Abschluss des Jura-Studiums an der Harvard University. 1916 wurde er als Rechtsanwalt zugelassen. Im Anschluss daran eröffnete er eine Anwaltskanzlei in Cleveland. Im Staatssenat saß Mosier von 1933 bis 1935. Daraufhin wurde er zum Vizegouverneur unter Gouverneur Martin Davey ernannt, ein Amt, das er bis 1937 innehatte.
1936 wurde er als Vertreter des 24. Distrikts von Ohio ins US-Repräsentantenhaus gewählt, 1937 trat er sein Amt an. Er saß bis 1939 im Kongress. Er ging nach dem Ausscheiden aus dem Kongress wieder seiner Anwaltstätigkeit in Cleveland, Baltimore und Washington D.C. nach.
Mosier starb 1971 in Washington und wurde auf dem Fort Lincoln Cemetery beigesetzt.